# Draveil
Draveil – miejscowość i gmina we Francji, w regionie Île-de-France, w departamencie Essonne. Przez miejscowość przepływa Sekwana.
Według danych na rok 1990 gminę zamieszkiwało 27 867 osób, a gęstość zaludnienia wynosiła 1769 osób/km² (wśród 1287 gmin regionu Île-de-France Draveil plasuje się na 89. miejscu pod względem liczby ludności, natomiast pod względem powierzchni na miejscu 154.).